# The Document Foundation
The Document Foundation est une organisation allemande appartenant au monde du logiciel libre. Elle a pour objectif de créer et gérer LibreOffice, un logiciel dérivé de la suite bureautique OpenOffice.org. Ses créateurs sont des membres de la communauté OpenOffice.org. 
Le siège de la Document Foundation est situé à Berlin, en Allemagne.

## Historique
Le 28 septembre 2010, la société Sun Microsystems, créatrice de OpenOffice.org se fait racheter par Oracle Corporation. À la suite de cet événement, des membres du projet OpenOffice.org forment un nouveau groupe appelé « The Document Foundation ». L'organisation va se constituer en fondation. The Document Foundation diffuse un logiciel dérivé d'OpenOffice.org, à qui elle a donné le nom de « LibreOffice ». L'organisation se fixe pour objectif de piloter le développement et la diffusion de LibreOffice.
The Document Foundation a proposé à la société Oracle de devenir un membre de la future fondation et de lui faire don de la marque OpenOffice.org, dont elle est propriétaire. La société Oracle a pris acte de l'embranchement, mais elle n'a pas répondu à la proposition. Elle conserve la marque OpenOffice.org et continue de maintenir la suite bureautique OpenOffice.org. L'embranchement est ainsi confirmé.
La fondation est officiellement constituée à Berlin (Allemagne) le 17 février 2012,.

## Activités
La fondation a pour mission de diffuser une suite bureautique indépendante de toute société et compatible avec le format OpenDocument. Contrairement à OpenOffice.org, dans LibreOffice il sera possible de contribuer au code sans devoir abandonner les droits d'auteur du code à la société Oracle. Elle est par ailleurs le représentant légal de la communauté LibreOffice.

## Communauté
La fondation compte de nombreuses personnalités de la communauté OpenOffice.org venant de plusieurs pays et déclare avoir reçu le soutien de plusieurs éditeurs de distributions GNU/Linux, parmi lesquelles, Canonical, qui parraine la distribution Ubuntu, Novell, qui édite les distributions SUSE, Red Hat et RHEL. Selon la fondation, ces entreprises prévoient d'inclure LibreOffice dans les futures versions de leur distribution. Elle déclare aussi avoir reçu le soutien de nombreuses entreprises, communautés et organisations du logiciel libre : FSF, Google, OSI, Gnome, NeoOffice, les communautés OOo française, brésilienne, espagnole, turque, norvégienne et allemande, AFUL, APRIL, etc.
Selon le droit allemand et les bonnes pratiques, une fondation a besoin d'un capital d'au moins 50 000 euros. Pour réunir ce montant, la fondation a fait appel à la communauté de ses utilisateurs le 16 février 2011. 8 jours plus tard, le 25 février 2011, la somme demandée a été atteinte.